# Central Cee
Central Cee, de son vrai nom Oakley Neil Caesar-Su, né le 4 juin 1998 à Ladbroke Grove (Royaume-Uni), est un rappeur, chanteur et auteur-compositeur britannique. Il se fait connaître en 2021 avec la sortie des singles Day in the Life et Loading. Sa première mixtape, intitulée Wild West, est sortie le 12 mars 2021 et s'est hissée à la deuxième place du UK Albums Chart., 23, est sortie le 25 février 2022 et est arrivée en tête du classement des albums britanniques.
Central Cee connaît un premier succès avec son single Doja en juillet 2022, qui se classe à la deuxième place du UK Singles Chart et devient la chanson rap britannique la plus diffusée sur Spotify,. Il sort son premier EP intitulé No More Leaks sur un grand label en octobre 2022. En juin 2023, il sort le single Sprinter avec Dave, qui devient son premier single no 1 au Royaume-Uni et précède leur EP collaboratif Split Decision. Le single est également devenu la chanson rap la plus longtemps no 1 au Royaume-Uni, occupant cette position pendant 10 semaines consécutives.

## Enfance
Oakley Neil Caesar-Su naît le 4 juin 1998 à Ladbroke Grove, dans le quartier de North Kensington, à Londres. Son père est d'origine guyanais et chinois, tandis que sa mère est anglaise. Sa mère, Rachel Caesar, rencontre son père à l'âge de 15 ans et  commence à sortir avec lui contre l'avis de ses parents, ce qui lui a valu d'être coupée de ses ressources financières.
À l'âge de sept ans, ses parents se séparent. Il déménage avec sa mère et ses deux jeunes frères à Shepherd's Bush, dans le borough londonien de Hammersmith et Fulham, un autre demi-frère vivant ailleurs. L'un de ses frères est Juke Caesar, qui apparaît sur la mixtape 23 sur le titre Lil Bro.
Durant son enfance, il entend son père jouer de la musique hip-hop, reggae et dancehall. Il écrit également des poèmes et des raps qu'il montre ensuite à sa mère et à l'assistante sociale. Il est turbulent, souvent désobéissant et n'écoute pas vraiment en classe. Il quitte l'école à l'âge de 16 ans.
À l'âge de 14 ans, il est chassé du domicile de sa mère et emménage temporairement dans la famille de sa petite amie (Lara Gavira). C'est à cette époque qu'il commence à enregistrer de la musique, inspiré par un ami qui l'a emmené dans un studio d'enregistrement. Il a travaillé dans un magasin de chaussures pendant trois semaines pour  acheter des cadeaux à sa copine exigeante ,avant de découvrir son salaire et de démissionner. Il s'est finalement tourné vers la vente de drogues pour gagner de l'argent, déclarant : « Quand on vient de là où je viens, tout le monde, dans tous les milieux, neuf fois sur dix, a dû faire ça. C'est comme apprendre à faire du vélo » et avec cet argent il a pu faire plaisir à sa copine Lara.

## Carrière

### 2014-2019: Début de carrière
Central Cee est apparu pour la première fois sur Ain't On Nuttin Remix aux côtés de J Hus, Bonkaz, et plus encore en janvier 2015, où il a adopté son nom de rappeur (d'abord répertorié comme central C). Il a publié son StreetHeat Freestyle en février de la même année. Central Cee a publié son premier projet, l'EP 17, en 2017. Son freestyle Next Up ? a été publié en octobre 2019.

### 2020-2024: Premiers succès,Wild Westet23
Caesar-Su a rencontré son futur manager YBeez en 2019, qui l'a encouragé à poursuivre sa carrière musicale. Après être passé du hip-hop auto-tuné à un style proche de la drill britannique, Central Cee a sorti son single de rupture Day in the Life le 14 juin 2020. Il l'a suivi avec Loading, sorti le 22 octobre 2020. Les clips de ces deux titres ont été publiés par GRM Daily. Loading et Commitment Issues ont tous deux atteint le top 20 du UK Singles Chart,. Central Cee a auto-produit sa première mixtape Wild West en mars 2021, qui a débuté à la deuxième place du UK Albums Chart et à la première place du UK R&B Albums Chart. Son single Obsessed With You, sorti en septembre 2021, a atteint la cinquième place du UK Singles Chart. Daily Duppy de Central Cee est sorti à Noël 2021.
Sa deuxième mixtape, 23, est sorti le 6 janvier 2022.

### Depuis 2024: Suite du succès etCan't Rush Greatness
Le 11 février 2024, Central Cee sort le single "I Will". Plus tard, le 23 mai, il sort le son "Band4Band" en collaboration avec Lil Baby,. Le titre a débuté à la 4e place du UK Singles Charts, ainsi qu'à la 22e place du Billboard Hot 100, devenant ainsi son meilleur classement dans ce dernier. Deux semaines plus tard, il atteint la 18e place du Billboard Hot 100,.
Le 11 juillet 2024, Central Cee apparaît sur le single d'Ice Spice "Did It First". Il a ensuite continué avec "Gen Z Luv" , sorti le 26 juillet. Dans le clip de ce son, il annonce un album, "Can't Rush Greatness".
Le 16 janvier 2025, Central Cee sort le single "GBP" avec 21 Savage, ayant un clip réalisé par Cole Bennett. Une semaine plus tard, le 24 janvier, Can't Rush Greatness sort et devient sa deuxième première place au UK Album Charts, avec plus de 42 000 unités vendues,. Il a aussi atteint la neuvième place au Billboard 200, devenant le premier album de rap britannique à atteindre le Top 10.

## Mode et mannequinat
Central Cee est connu pour son style de mode comprenant généralement des survêtements, des vestes polaires et des casquettes, des articles généralement associés à la culture streetwear britannique,,. En 2023, Central Cee lance la marque de vêtements de rue Syna World. Les techniques de guérilla marketing de la marque ont été comparées à d'autres marques britanniques telles que Corteiz et Trapstar,.
Le 6 avril 2021, Central Cee fait ses débuts de mannequin pour la collection Nike X Nocta de Drake. En novembre 2022, il participe à la campagne « Neve World » de Jacquemus. Il a également travaillé pour JD Sports, un magasin de vêtements de sport au Royaume-Uni et fais la couverture de British Vogue en juin 2024.

## Style musical
Avant de commencer sa carrière en interprétant du hip-hop britannique, Central Cee passe au genre trapwave en 2016, un style de hip-hop britannique qui utilise le chant auto-tuné. En 2020, Central Cee passe à un style similaire au UK drill avec la sortie du single Day in the Life, et s'en est tenu à ce style depuis lors, déclarant que le style auto-tune était sursaturé. Son style musical actuel est décrit comme une approche mélodique et optimiste de la UK drill. Central Cee a étudié des rappeurs tels que Kendrick Lamar, J. Cole et Jay-Z en tant que jeune adulte et a cité YoungBoy Never Broke Again comme l'une de ses influences, comparant son approche à celle du rappeur.

## Discographie

### Albums
- 2025 : Can't Rush Greatness

### Mixtapes
- 2021 : Wild West
- 2022 : 23

### EPs
- 2017 : Nostalgia
- 2017 : 17
- 2017 : CS, Vol. 1
- 2022 : No More Leaks

### EP collaboratif
- 2023 : Split Decision (avec Dave)
- 2024 : BAND4BAND (avec Lil Baby)

### Singles
- 2014 : Our Time (avec MoWest)
- 2014 : The Worst
- 2014 : MDK
- 2014 : Fake Love (avec MoWest)
- 2014 : Personality (Freestyle)
- 2015 : Patience
- 2015 : Throwaways EP. 1
- 2015 : ClockWork
- 2015 : Streetheat (Freestyle)
- 2015 : Love In The Ghetto
- 2015 : Bipolar
- 2015 : Young Legend
- 2015 : R.I.C.O (Freestyle)
- 2015 : Throwaways EP. 2
- 2015 : Throwaways EP. 3
- 2015 : Throwaways EP. 4
- 2016 : Spirit Bomb (Remix) (avec AJ Tracey)
- 2016 : Same Old
- 2016 : Line
- 2016 : Before It's Time
- 2016 : Good Girl
- 2016 : Pull Up
- 2016 : Getaway
- 2017 : Am
- 2017 : UK Rap Show (Freestyle) (Part 1)
- 2017 : Tek Time (avec BeBe V)
- 2017 : Display
- 2017 : It Ain't My Fault
- 2017 : Wavy Yute (avec Bambino)
- 2017 : Suicide
- 2017 : Do You Believe
- 2017 : Over You
- 2017 : Free It Up (avec Bambino)
- 2017 : Intro
- 2017 : Sidechick
- 2018 : Wake Up
- 2018 : Running Man
- 2018 : Wake Up (Yung Fume Remix) (avec Yung Fume)
- 2019 : Drip Too Hard
- 2019 : Transition
- 2019 : Jugg (avec Bambino)
- 2019 : Next Up - S2-E39
- 2020 : Loading (Remix) (avec The Kid Laroi)
- 2020 : Day in the Life
- 2020 : Molly
- 2020 : Mad About Bars - S5-E12 (avec Kenny Allstar)
- 2020 : Loading
- 2020 : Loading (Mashup) (avec DRL Media)
- 2021 : We're Not the Same
- 2021 : Pinging (6 Figures)
- 2021 : Commitment Issues
- 2021 : 6 for 6
- 2021 : The Great Escape (avec Blanco)
- 2021 : Back2Back (avec ExclusiveDrill LDN)
- 2021 : Lemon Pepper (Freestyle)
- 2021 : Meant to Be (avec Stay Flee Get Lizzy et Fredo)
- 2021 : Little Bit of This
- 2021 : Startn Up (avec OhGessy)
- 2021 : Obsessed With You
- 2021 : Grinding (avec Mistah Kye)
- 2021 : 23 (Freestyle) (Demo)
- 2021 : Risk
- 2021 : Daily Duppy
- 2022 : Meme Page
- 2022 : Burnt Bridges
- 2022 : Retail Therapy
- 2022 : Cold Shoulder
- 2022 : Khabib
- 2022 : Straight Back to It
- 2022 : Eurovision
- 2022 : Obsessed With You (Jovaan Version) (avec Jovaan)
- 2022 : Fu*k The Industry (avec SEVEN 7oo)
- 2022 : Gas (avec A2 Anti)
- 2022 : Shut Up (Freestyle)
- 2022 : Doja
- 2022 : Doja (Radio Edit)
- 2022 : Doja (Mixed)
- 2022 : Doja (Remix) (avec Lou K)
- 2022 : Khabib (MuslimDD Remix)
- 2022 : LA Leakers (Freestyle)
- 2022 : West Connect (OG) (avec Luciano)
- 2022 : One Up
- 2022 : Don't Like Drill (avec Meekz)
- 2022 : Let Go
- 2023 : Close To You
- 2023 : Me & You
- 2023 : ARIA (avec G cee)
- 2023 : Sprinter (avec Dave)
- 2023 : Sprinter (Remix) (avec Dave)
- 2023 : Victory Lap x RTW: Central Cee Freestyle
- 2023 : Doja Pack (avec UnoTheActivist)
- 2023 : On The Radar Freestyle (avec Drake)
- 2023 : On The Radar Freestyle (avec Furious Diesel & Drake)
- 2023 : Entrapreneur
- 2024 : I will
- 2024 : CC Freestyle (Freestyle)
- 2024 : BAND4BAND (avec Lil Baby)
- 2024 : Dit It First (avec Ice Spice)
- 2024 : gen z luv
- 2024 : Wave (avec Asake)
- 2024 : Bolide Noir (avec JRK 19)
- 2024 : One By One
- 2025 : GBP (feat. 21 Savage)

### Singles inédits
- 2023 : Untold Stories (avec Kdotz)

### Apparitions
- 2019 : Kairo Keyz feat. Central Cee - Back2Back
- 2021 : Rondodasosa feat. Central Cee & Nko - MOVIE
- 2021 : Freeze Corleone feat. Central Cee - Polémique
- 2021 : D-Block Europe feat. Central Cee - Overseas
- 2021 : FKA Twigs feat. Central Cee - Measure of a Man
- 2021 : Ed Sheeran feat. Tion Wayne & Central Cee - Bad Habits (Fumez the Engineer Remix)
- 2022 : Luciano feat. Central Cee - West Connect
- 2023 : ASHE 22 feat. Central Cee - Anthracite
- 2023 : Ninho feat. Central Cee - Eurostar
- 2023 : PinkPantheress feat. Central Cee - Nice to meet you
- 2024 : L7nnon feat. Central Cee - Desacreditado
- 2025 : Drake (rappeur) feat. Central Cee - Which One

## Tournées
- 2022 : Still Loading World Tour
- 2025 : Can't Rush Greatness World Tour